# Parambia
Parambia és un gènere d'arnes de la família Crambidae.

## Taxonomia
- Parambia cedroalis
- Parambia gnomosynalis Dyar, 1914
- Parambia paigniodesalis